# Szent Paraszkiva-fatemplom (Vadpatak)
A vadpataki Szent Paraszkiva-fatemplom műemlékké nyilvánított épület Romániában, Temes megyében. A romániai műemlékek jegyzékében az  TM-II-m-A-06179 sorszámon szerepel.